# Abietinaria abietina
Abietinaria abietina är en nässeldjursart som först beskrevs av Carl von Linné 1758.  Abietinaria abietina ingår i släktet Abietinaria och familjen Sertulariidae. Arten är reproducerande i Sverige. Inga underarter finns listade i Catalogue of Life.